# Gran Premi del Japó del 1993
Resultats del Gran Premi del Japó de Fórmula 1 de la temporada 1993 disputat al circuit de Suzuka el 24 d'octubre del 1993.

## Resultats
| Pos | No | Pilot              | Equip                    | Voltes | Temps/ Retirada  | Pos. de sortida | Punts |
| --- | -- | ------------------ | ------------------------ | ------ | ---------------- | --------------- | ----- |
| 1   | 8  | Ayrton Senna       | McLaren - Ford           | 53     | 1h 40' 27. 912   | 2               | 10    |
| 2   | 2  | Alain Prost        | Williams - Renault       | 53     | + 11.435 s       | 1               | 6     |
| 3   | 11 | Mika Häkkinen      | McLaren - Ford           | 53     | + 26.129 s       | 3               | 4     |
| 4   | 0  | Damon Hill         | Williams - Renault       | 53     | + 1' 23.538 min. | 6               | 3     |
| 5   | 14 | Rubens Barrichello | Jordan - Hart            | 53     | + 1' 35.101 min. | 12              | 2     |
| 6   | 15 | Eddie Irvine       | Jordan - Hart            | 53     | + 1' 46.421 min. | 8               | 1     |
| 7   | 26 | Mark Blundell      | Ligier - Renault         | 52     | + 1 Volta        | 17              |       |
| 8   | 30 | Jyrki Järvilehto   | Sauber                   | 52     | + 1 Volta        | 11              |       |
| 9   | 25 | Martin Brundle     | Ligier - Renault         | 51     | Col·lisió        | 15              |       |
| 10  | 24 | Pierluigi Martini  | Minardi - Ford           | 51     | + 2 Voltes       | 22              |       |
| 11  | 12 | Johnny Herbert     | Lotus - Ford             | 51     | + 2 Voltes       | 19              |       |
| 12  | 19 | Toshio Suzuki      | Larrousse - Lamborghini  | 51     | + 2 Voltes       | 23              |       |
| 13  | 11 | Pedro Lamy         | Lotus - Ford             | 49     | Virolla          | 20              |       |
| 14  | 9  | Derek Warwick      | Footwork - Mugen - Honda | 48     | Col·lisió        | 7               |       |
| Ret | 6  | Riccardo Patrese   | Benetton - Ford          | 45     | Virolla          | 10              |       |
| Ret | 28 | Gerhard Berger     | Ferrari                  | 40     | Motor            | 5               |       |
| Ret | 10 | Aguri Suzuki       | Footwork - Mugen - Honda | 28     | Virolla          | 9               |       |
| Ret | 23 | Jean-Marc Gounon   | Minardi - Ford           | 26     | Retirada         | 13              |       |
| Ret | 3  | Ukyo Katayama      | Tyrrell - Yamaha         | 26     | Motor            | 24              |       |
| Ret | 29 | Karl Wendlinger    | Sauber                   | 25     | Motor            | 16              |       |
| Ret | 20 | Érik Comas         | Larrousse - Lamborghini  | 17     | Motor            | 21              |       |
| Ret | 5  | Michael Schumacher | Benetton - Ford          | 10     | Col·lisió        | 4               |       |
| Ret | 27 | Jean Alesi         | Ferrari                  | 7      | Motor            | 14              |       |
| Ret | 4  | Andrea de Cesaris  | Tyrrell - Yamaha         | 0      | Col·lisió        | 18              |       |

## Altres
- Pole: Alain Prost 1' 37. 154

- Volta ràpida: Alain Prost 1' 41. 176 (a la volta 53)